# خور صقر
خور صقر (بالعبرية: ח'ור סקר) هي قرية عربية صغيرة تقع في منطقة وادي عارة في المثلث الشمالي في إسرائيل. أسست في عام 1890 على يد «حسين العلي الكبهاوي». سُميت بهذا الاسم إثر معركة قامت بين عائلتي «كبها» و«عرب الصقور»، والخور هو المنخفض بين جبلين. يبلغ عدد سكانها بضعة مئات. ويحيطها كل من القرى عرعرة من الجهة الغربية وعين السهلة من الجهة الجنوبية.